# José María Pino Suárez, Jalisco
José María Pino Suárez är en ort i Mexiko.   Den ligger i kommunen Tomatlán och delstaten Jalisco, i den sydvästra delen av landet, 600 km väster om huvudstaden Mexico City. José María Pino Suárez ligger 32 meter över havet och antalet invånare är 2 554.
Terrängen runt José María Pino Suárez är platt västerut, men österut är den kuperad. Terrängen runt José María Pino Suárez sluttar västerut. Runt José María Pino Suárez är det glesbefolkat, med 11 invånare per kvadratkilometer. Närmaste större samhälle är Tomatlán, 8,2 km öster om José María Pino Suárez. I omgivningarna runt José María Pino Suárez växer i huvudsak lövfällande lövskog.